# Д’Аренберг, Шарль-Эжен
Шарль-Эжен д'Аренберг (фр. Charles-Eugène d'Arenberg; 8 мая 1633, Брюссель — 25 июня 1681, Монс) — 2-й герцог д'Аренберг, 8-й герцог д'Арсхот, гранд Испании 1-го класса, князь Священной Римской империи, военный и государственный деятель Испанских Нидерландов.

## Биография
Младший сын князя Филиппа-Шарля д'Аренберга, герцога ван Арсхот, от третьего брака с Марией-Клеофой фон Гогенцоллерн-Зигмаринген.
Предназначался к церковной карьере, и с юности был каноником в Кёльне, но смерть двух детей старшего брата заставила его вернуться в мир.
В 1654 отличился при осаде Арраса, 18 мая 1657 Филипп-Франсуа, с одобрения штатгальтера Хуана Австрийского передал ему свой полк немецких кирасир.
13 ноября 1672 назначен первым комиссаром для обновления магистрата Гента.
В 1674 наследовал старшему брату как герцог д'Аренберг и ван Арсхот.
3 июня 1675 был назначен королём на должности великого бальи, наместника и капитан-генерала Эно, 12 сентября 1678 пожалован в рыцари ордена Золотого руна.

## Семья
Жена (19.06.1660): Мари-Генриетта де Кюзанс (1.05.1624—8.05.1701), графиня де Шамплит, баронесса де Первей в Брабанте, дама де Фоконье и де Вержи, дочь и основная наследница Клода-Франсуа де Кюзанса, барона де Бельвуара, и Эрнестины де Витен (Витхем), вдова и наследница Фердинанда-Франсуа-Жюста де Ри, маркиза де Варамбона
Дети:
- Филипп-Шарль-Франсуа д'Аренберг (10.05.1663—25.08.1691), герцог д'Аренберг. Жена (12.02.1684): Мария-Генриетта дель Карретто (1671—1724), дочь Оттоне Энрико дель Карретто, маркиза ди Грана, и Марии Терезии фон Эберштейн
- Александр-Жозеф д'Аренберг (24.05.1664—7.07.1683), принц д'Аренберг. Отправился добровольцем на войну с турками в Венгрии, командовал ротой в полку графа Тааффе, погиб в бою
- Мария-Тереза д'Аренберг (25.09.1667—28.05.1716), дама ордена Звёздного креста. муж 1) (10.06.1683): Оттоне Энрико дель Карретто, маркиз ди Грана (1629—1685); 2) (10.02.1687): граф Луи-Эрнест д'Эгмонт (1665—1693)